# Малоберезнянська сільська рада
| Малоберезнянська сільська рада — колишній орган місцевого самоврядування у Великоберезнянському районі Закарпатської області з адміністративним центром у с. Малий Березний. Сільській раді підпорядковані населені пункти: - с. Малий Березний - с. Завосина - с. Мирча |

## Склад ради
Рада складалася з 18 депутатів та голови.

## Керівний склад сільської ради
| ПІБ                  | Основні відомості                                                               | Дата обрання | Дата звільнення |
| -------------------- | ------------------------------------------------------------------------------- | ------------ | --------------- |
| Мицода Іван Іванович | Сільський голова, 1958 року народження, освіта, член народної партії            | 26.03.2006   | 31.10.2010      |
| Мицода Іван Іванович | Сільський голова, 1958 року народження, освіта середня спеціальна, безпартійний | 31.10.2010   |                 |

Примітка: таблиця складена за даними джерела

## Населення
Згідно з переписом УРСР 1989 року чисельність наявного населення сільської ради становила 2633 особи, з яких 1279 чоловіків та 1354 жінки.
За переписом населення України 2001 року в сільській раді мешкало 2436 осіб.

### Мова
Розподіл населення за рідною мовою за даними перепису 2001 року:
| Мова       | Відсоток |
| ---------- | -------- |
| українська | 98,95 %  |
| російська  | 0,53 %   |
| вірменська | 0,16 %   |
| угорська   | 0,12 %   |
| словацька  | 0,04 %   |